# Warren Farrell
Warren Farrell (ur. 26 czerwca 1943 w Nowym Jorku) – amerykański pisarz, dziennikarz i publicysta, były działacz feministyczny, obecnie broniący praw mężczyzn. Kandydat na gubernatora Kalifornii w 2003 roku.

## Życiorys
Farrell ukończył studia na Uniwersytecie Kalifornijskim w Los Angeles, a następnie doktoryzował się w dziedzinie nauk politycznych na Uniwersytecie Nowojorskim. Wykładał w Instytucie Medycyny na Uniwersytecie Kalifornijskim w San Diego, na Uniwersytecie w Georgetown, w Stanowym Uniwersytecie Rutgersa w New Jersey, w Brooklin Collage i na Uniwersytecie Amerykańskim.
We wczesnych latach 70. był tak cenionym działaczem feministycznym, że trzykrotnie był wybierany do zarządu Narodowej Organizacji na rzecz Kobiet. Odszedł z niej, kiedy analizowane przez niego dane zaczęły odbiegać od linii organizacji.

## Występy publiczne
27 maja 2005 roku Warren Farrell wystąpił w programie Johna Stossela Give MeA Break będącym częścią segmentu 20/20 w telewizji ABC. Omawiał tam kwestię niższych zarobków mężczyzn. Farrell wygłaszał też wykłady w Cato Institute, waszyngtońskim think-tanku.